# Panilla poliochroa
Panilla poliochroa là một loài bướm đêm trong họ Erebidae.